# Latinoamérica (canción de Calle 13)
«Latinoamérica» es una canción del álbum Entren los que quieran, del grupo puertorriqueño Calle 13.
Fue lanzada a mitad del año 2011 y el videoclip oficial se publicó el 27 de septiembre, mientras la banda estaba en una reunión con estudiantes mexicanos.
El grupo musical Los Folkloristas hizo una versión de esta canción en 2016.

## Realización
Calle 13 se propuso viajar a distintos lugares de América Latina, como Colombia y Puerto Rico; aunque ya habían hecho esto anteriormente por interés turístico y como parte de sus giras; así como para proyectos similares, como el vídeo de la canción a dúo con Orishas Pal' Norte. Sin embargo, la producción del proyecto fue realizada en Perú, siendo la empresa Patria Producciones la encargada del videoclip, en manos de Jorge Carmona, Milovan Radovic y el peruano Alejandro Noriega; grabando en locaciones de dicho país como Cañete, Chincha, Cusco, Iquitos, Piura, Puno y Lima. Cabe señalar que una de las cantantes que participan en la canción, la peruana Susana Baca, ganadora de un Grammy, ha recibido la colaboración de Calle 13 para su CD, estrenado en Europa meses atrás.
El grupo señaló que se inspiró en Mercedes Sosa y que "es el tema más importante de nuestra carrera".
La canción cuenta con la participación de las cantantes Totó la Momposina de Colombia, la mencionada Susana Baca y la brasileña Maria Rita, que, en un momento de su participación, canta en portugués. Asimismo, el productor Gustavo Santaolalla también participa, tocando diversos instrumentos musicales folklóricos.
El vídeo empieza con la presentación del grupo por parte de un locutor andino en Perú, en una estación de radio cusqueña. Anuncia, brevemente en español y, luego, en quechua, la canción que van a interpretar. René le contesta en el mismo idioma e inicia la canción. El videoclip se conforma, mayoritariamente, de escenas e imágenes de personas y paisajes típicos de América Latina; además de incluir un trabajo de grafiti en cámara acelerada y una sección animada; principalmente, la representación de un corazón que palpita al comienzo y al final de la reproducción.

## Recepción
A los tres días de su estreno, el videoclip alcanzó el millón de visitas, y, a la semana, más de 2 millones y medio. Se ha hecho popular en las redes sociales y ha alcanzado el 3.er lugar en el ranking mundial de Billboard.
Ha recibido 10 nominaciones al Grammy Latino, entre ellas Mejor Canción del Año, Mejor Grabación del Año, Mejor Álbum y Mejor Álbum de música urbana por Entren los que quieran, siendo no sólo el favorito, sino el que más candidaturas tuvo. Finalmente, ganó varias de dichas categorías.